# Italo disco
Italo disco är dansmusik huvudsakligen från Italien under åren 1983–1989. Musiken är helt syntbaserad med väl utvecklade basgångar, ofta med ett på den tiden relativt högt tempo (120–130 bpm). Melodierna var lätta, melodiösa, ibland med moll-inslag. Texterna, oftast på engelska men ibland på italienska, är okomplicerade.

## Historia
Namnet italo disco myntades av tyska skivbolaget Zyx Records med sina samlingar "Best of Italo disco". Tidiga hitlåtar var till exempel "Shaker shake" av Time, "Happy Song" av Babys Gang, "Don't Cry Tonight" av Savage och Fun Funs "Happy Station" (samtliga från 1983). De låtar som kanske starkast förknippas med denna musikgenre är "Dolce Vita" insjungen av Ryan Paris (från början en lokal artist från Rom), "Tarzan Boy" av Baltimora och Delirio Mind av gruppen Scotch.
Under 1980-talets gång producerades en hel del italo disco i dåvarande Västtyskland, till exempel Fancy ("Flames of Love" och "Bolero"), Michael Bedford ("More Than a Kiss") och Sandra ("Maria Magdalena"). 
1980-talets stora europeiska discoduo, Modern Talking, kan egentligen inte räknas till italodiscon, då gruppens musik har sitt ursprung i tysk schlager. Dieter Bohlen, Modern Talkings producent och låtskrivare, hade innan han bildade duon tillsammans med Thomas Anders, komponerat och producerat traditionell tysk schlager. Duon stora hit "You´re my heart you´re my soul" finns i tyskspråkig version; "Ich bin stark nur mit dir" med Mary Roos. Thomas Anders; som egentligen heter Bernd Weidung; sjöng tysk schlager innan han övertalades av Dieter Bohlen att sjunga på "You´re my heart you´re my soul".
Genrens stora popularitet i Sverige tog sig uttryck i att många låtar mixades om av svenska dj:s och gavs ut i "Swedish beat box remix", på maxisinglar. På många svenska diskotek spelades i stort sett inget annan än italodisco. Scotch gjorde flera konserter i Sverige.
Svenska italodiscoartister inkluderar Ankie Bagger, Paul Rein, Shanghai, Annie Anner, Fake och Lili & Susie och senare på 1980-talet So What.
Italodiscon fick aldrig någon större popularitet i Storbritannien och USA. Det finns bara ett fåtal brittisk- eller USA-producerade låtar i italo discostil. Anekas "Japanese Boy" (UK), Matthew Wilders "Break My Stride" (USA) och Industrys "State of the Nation" (USA) är tre exempel. I Storbritannien och USA hette motsvarigheten till italo disco "high energy disco". Tempot var högt, ofta runt 130 bpm eller högre. Exempel på brittisk high energy disco är Miquel Browns "So Many Men", Dead or Alives "You Spin Me Round" och Kelly Maries "Feels Like I'm in Love". 
Framåt 1988–1989 började den traditionella italo discon att dö ut för att ersättas av italo house (en vidareutveckling med inslag av house). Man kan se utvecklingen på Zyx sista italodisco-samlingar där farten på låtarna ökat och låter mer hi-nrg och eurodisco. Under det sena 1980talet var mycket av den italo disco som gavs ut producerad i Belgien och Nederländerna.

## Exempel på artister och grupper inom italo disco
- Stationshus
- Amanda Lear
- Aneka
- Annie Anner
- Ankie Bagger
- Baltimora
- Den Harrow
- Eddy Huntington
- Francesca e Luigi
- Fun Fun
- Gazebo
- Joe Yellow
- Ken Laszlo
- Laban
- La Bionda
- Laura Branigan
- Lili & Susie
- Mike Mareen
- Miko Mission
- Pino d'Angió
- Numero Uno
- Paul Rein
- Radiorama
- Righeira
- Rozzetta
- Sabrina
- Sally Shapiro
- Scotch
- Spagna
- So What
- Ryan Paris
- Baby's Gang